# Ebony Obsidian
Ebony Obsidian (nacida el 16 de abril de 1994) es una actriz estadounidense. Tuvo un papel secundario en la película dramática de 2018 If Beale Street Could Talk y al año siguiente comenzó a protagonizar a Karen Mott en la serie de comedia dramática de BET, Sistas. En 2024, Obsidian interpretó a Lena Derriecott King en la película de drama bélico, The Six Triple Eight.

## Vida y carrera
Obsidian nació y creció en New Paltz, Nueva York. Ella es de ascendencia habesha eritrea y se formó en el estudio William Esper.  Mientras estuvo allí, comenzó a actuar en películas independientes, incluidas The Vixens y Where Hearts Lie junto a Malik Yoba y Clifton Powell. En 2015, Obsidian protagonizó Tough Love, una serie web que se emitió en YouTube. En 2018, Obsidian coprotagonizó la película dramática If Beale Street Could Talk, interpretando a la hermana del personaje principal.
En 2019, Obsidian coprotagonizó la serie limitada de Hulu Wu-Tang: An American Saga. Más tarde ese año, comenzó a protagonizar la serie de comedia dramática Sistas de BET. En 2020, tuvo un papel recurrente como Carol Hawthorne en la serie dramática de Amazon Hunters.
En 2023, Obsidian fue elegida junto a Kerry Washington, Susan Sarandon y Oprah Winfrey en la película de drama bélico The Six Triple Eight para Netflix.

## Filmografía

### Película
| Año  | Título                     | Role                | Notas |
| ---- | -------------------------- | ------------------- | --- |
| 2014 | The Amazing Spider-Man 2   | Graduate            | |
| 2015 | Punkin Pie                 | Katrina Richardson  | Corto Mención especial del premio al mérito cinematográfico IndieFEST |
| 2016 | Where Hearts Lie           | Sheila              | |
| 2016 | Twelve Dollar Words        | Treasure            | Corto |
| 2017 | Capital Inferno            | Jamie               | Corto |
| 2017 | My Brothers Keeper         | Lady Macbeth        | |
| 2018 | If Beale Street Could Talk | Adrienne Hunt       | Nominado al Premio del Círculo de Críticos de Cine de Florida al Mejor Reparto Nominado al premio de la Asociación de Críticos de Cine de Georgia al mejor reparto Nominado al premio de la Sociedad de Críticos de Cine de Seattle al mejor reparto Nominado al premio de la Asociación de Críticos de Cine del Área de Washington D. C. al Mejor Reparto |
| 2019 | Swipe                      | -                   | Corto Premio de cine de terror independiente a la mejor actriz |
| 2019 | Such A Deal                | Grace               | Corto |
| 2019 | About The People           | The Janitor         | Corto |
| 2024 | Seis Triple Ocho           | Lena Derriecott Rey | |

### Televisión
| Año          | Título                    | Rol            | Notas                          |
| ------------ | ------------------------- | -------------- | ------------------------------ |
| 2015–18      | Tough Love                | Alicia Davis   | Serie regular, 18 episodios    |
| 2016         | I Am Homicide             | Juanita        | Episodio: "Tirador en serie"   |
| 2017         | Master of None            | Michelle       | Episodio: "Acción de Gracias"  |
| 2019–23      | Wu-Tang: An American Saga | Nia            | Papel recurrente, 12 episodios |
| 2019–present | Sistas                    | Karen Mott     | Serie regular                  |
| 2020         | Hunters                   | Carol Lockhart | Papel recurrente, 6 episodios  |